# Потёртость
Потёртость — острая форма воспаления (дерматита) кожных покровов, которая возникает из-за действия механических факторов: продолжительного трения, сдавливания плохо подогнанной обувью, одеждой, ремнями и т. п. Чаще всего проявляется локализованными болезненными участками на коже ладоней после физической работы, на пальцах ног, в области пяток и лодыжек. Развитию потёртостей способствует повышенное потоотделение организма, оно часто сопровождается возникновением пузырей с прозрачным содержимым.

## Развитие
Потёртость начинается с болезненности, жжения и покраснения той части кожи, которая подверглась механическому воздействию. Если это воздействие не прекратилось, то на фоне гиперемии появляются напряженные пузыри, налитые светлой серозной или геморрагической жидкостью. Если их вскрыть, то на коже останутся эрозии, обрамлённые синюшно-розовым венчиком. Не исключено нагноение пузыря или эрозии с развитием регионарного лимфаденита или лимфангиита.
Если длительное механическое воздействие на кожу повторится, то оно может привести к хроническому заболеванию кожного покрова, характеризующемуся застойной гиперемией, инфильтрацией, лихенизацией, гиперкератозом. 
Общее течение болезни может сопровождаться инфекционными осложнениями с возникновением фурункулов, абсцессов, лимфаденитов и др.

## Лечение
При эритеме — умеренно выраженной форме потёртости — больные участки кожи можно смазывать 5 % водным раствором танина или 1-2 % спиртовым раствором анилинового красителя (бриллиантового зеленого или метиленового синего). Если ход заболевания проявляет себя резкой болезненностью, то имеет смысл наложение повязок с цинковой пастой, индифферентными кремами или кортикостероидной мазью (гидрокортизоловой, преднизоловой и др.) Пузыри можно вскрывать после дезинфекции кожи сохраняя пузырную крышку, образовавшиеся при потёртости эрозии следует смазывать спиртовым раствором анилинового красителя и прикрыть стерильной сухой или влажно-высыхающей дезинфицирующей повязкой с фурацилином. При последующих перевязках следует использовать линимент Вишневского, цинковую мазь, 5-10 % дерматоловую и т. п. В случае нагноения потёртости требуется убрать отслоившийся эпидермис, а на повреждённую поверхность наложить антисептические влажно-высыхающие повязки. При развитии лимфангиита или лимфаденита могут быть назначены антибиотики. При хроническом дерматите с проявлениями гиперкератоза используются повязки с 5—10 % салициловой мазью и тёплые ванны с последующим удалением разрыхленных роговых масс механическим способом: скальпелем, пемзой и т. п.